# Ho bisogno di sentirmi dire ti voglio bene
Ho bisogno di sentirmi dire ti voglio bene è l'album d'esordio del cantante italiano Jacopo Troiani, pubblicato il 29 febbraio 2008.

## Il disco
L'album contiene il brano sanremese che dà il titolo all'album. Alla realizzazione dei testi dell'album ha contribuito il cantautore Luca Barbarossa, oltre a Vincenzo Incenzo, Daniele Ronda, Paolo Audino, Antonello De Sanctis, Francesco Arpino, Luca Angelosanti e Francesco Morettini.

## Tracce
1. Ho bisogno di sentirmi dire ti voglio bene – 3:18 (Stefano Cenci)
2. E sapere che ci sei – 3:33 (testo: Luca Barbarossa – musica: Roberto Zappalorto e Stefano Cenci)
3. Stanco, sbagliato, deluso – 3:23 (testo: Marco Anzovino e Erica Zuccolin – musica: Marco Anzovino e Stefano Cenci)
4. Quasi tutto di te – 3:31 (testo: Marco Anzovino e Stefano Cenci – musica: Marco Anzovino, Stefano Cenci e Alessandro Gallo)
5. Che freddo fa – 3:53 (testo: Luca Angelosanti – musica: Francesco Morettini e Stefano Cenci)
6. Mai – 2:39 (testo: Antonello de Sanctis – musica: Francesco Arpino)
7. Non ci prenderanno mai – 3:36 (testo: Vincenzo Incenzo – musica: Stefano Cenci)
8. Ed andiamo avanti – 3:03 (testo: Antonello de Sanctis – musica: Francesco Arpino e Stefano Cenci)
9. La tua America – 4:04 (testo: Jacopo Troiani e Paolo Audino – musica: Jacopo Troiani e Daniele Ronda)
10. Più di un sogno – 3:54 (Jacopo Troiani)
11. Cambierà – 3:57 (testo: Luca Barbarossa – musica: Stefano Cenci e Francesco Arpino)
12. Ho bisogno di sentirmi dire ti voglio bene (così come è nata) – 3:11 (Stefano Cenci)